# Bonneville, Haute-Savoie
Bonneville är en kommun i departementet Haute-Savoie i regionen Auvergne-Rhône-Alpes i sydöstra Frankrike. Kommunen ligger i kantonen Bonneville som tillhör arrondissementet Bonneville. År 2022 hade Bonneville 13 320 invånare.

## Befolkningsutveckling
Antalet invånare i kommunen Bonneville
| Referens: INSEE |